# Paulo Fonseca
Paulo Alexandre Rodrigues Fonseca (Nampula, Mozambique; 5 de marzo de 1973) es un exfutbolista y entrenador de fútbol portugués. En su etapa como futbolista, ocupaba la demarcación de defensa central. Actualmente ha sido suspendido por 9 meses siendo entrenador del Olympique de Lyon de la Ligue 1 de Francia.

## Carrera deportiva

### Como entrenador
Fonseca, nacido en la antigua colonia portuguesa de Mozambique, demostró ser el nuevo exponente de una fecunda generación de entrenadores lusos al guiar a la élite europea al modesto Paços de Ferreira.
En una entrevista, el técnico se confesó como un admirador del fútbol de salón del entonces entrenador del Arsenal Arsène Wenger. Fonseca, que jugó como futbolista en equipos portugueses como Estrela de Amadora, Vitória Guimarães, CS Marítimo, o Belenenses, empezó en 2007 su carrera en el banquillo en equipos juveniles y saltó esta temporada a la Primera División.
Fonseca es representado por Jorge Mendes y se define como un partidario de un fútbol ofensivo y tácticamente muy disciplinado.

#### Inicios
Comenzó su trayectoria en los banquillos en las categorías inferiores del C.F. Estrela da Amadora en 2005. Dos años después, se incorporó al SU 1º de Dezembro.

#### Paços de Ferreira

##### Primera etapa
En la temporada 2012-13, llevó al Paços de Ferreira al 3.er puesto en la Liga, clasificándose para la Liga de Campeones de la UEFA.

##### Segunda etapa
Su regreso al Paços de Ferreira en la temporada 2014-2015 lo volvió a colocar entre los técnicos lusos más prometedores, por lo que le llegó una nueva oportunidad de consolidarse en la élite.

#### FC Oporto
En junio de 2013, se convirtió en nuevo entrenador del Oporto. Su experiencia en el banquillo de los "dragones" no fue tan positiva a pesar de que comenzó ganando su primer título como entrenador, la Supercopa de Portugal. Paulo Fonseca abandonó el cargo en el mes de marzo de 2014, antes incluso de acabar la campaña, con el equipo en 3ª posición de la Primeira Liga, a 9 puntos del líder, y clasificado para los octavos de final de la Liga Europa tras caer eliminado en la fase de grupos de la Liga de Campeones.

#### SC Braga
En 2015, Fonseca firmó con el SC Braga, relevando en el puesto a Sérgio Conceição, quien pese a la buena campaña del equipo abandonó el club por divergencias con el presidente, António Salvador. El equipo portugués obtuvo la cuarta posición de la clasificación en la Liga. Además, cincuenta años después de su primera victoria en la Copa de Portugal, el SC Braga de Paulo Fonseca logró llevarse a casa el trofeo.

#### Shajtar Donetsk
En mayo de 2016, fichó por el Shajtar Donetsk, donde permaneció tres temporadas en las que hizo el "doblete" Liga-Copa en cada una de ellas.

#### AS Roma
El 11 de junio de 2019, fue confirmado como nuevo entrenador de la AS Roma, con un contrato de 2 años. Bajo su dirección, el equipo italiano finalizó 5º en la Serie A 2019-20, clasificándose para la siguiente edición de la Liga Europa. Al año siguiente, terminó 7º en la Serie A 2020-21 y fue semifinalista de la Liga Europa. El 4 de mayo de 2021, el club confirmó que José Mourinho reemplazaría a Fonseca la próxima temporada.

#### Lille OSC
El 29 de junio de 2022, se convirtió en el nuevo técnico del Lille OSC, hasta el 2024. Bajo su batuta, el equipo francés terminó la Ligue 1 2022-23 en 5ª posición, clasificándose para la Liga Europa Conferencia de la UEFA. Al año siguiente, logró mejorar una posición y terminar en 4º puesto en la Ligue 1, accediendo a la fase de clasificación para la Liga de Campeones. Sin embargo, en junio de 2024, dejó su cargo en el club francés al expirar su contrato.

#### AC Milan
El 13 de junio de 2024, fue oficializado como entrenador del AC Milan y firmó un contrato por tres temporadas. No obstante, el 30 de diciembre de 2024, tras empatar contra la Roma, fue relevado de sus funciones, dejando al equipo "rossonero" en la octava plaza de la clasificación de la Serie A.

#### Olympique de Lyon
El 31 de enero de 2025, asumió al frente del Olympique de Lyon hasta junio de 2027. El 2 de marzo de 2025, durante un partido de la Ligue 1 contra el Stade Brestois 29, intimidó al árbitro tras ser expulsado, amagando un cabezazo y recriminándole la decisión a gritos a escasos milímetros de su rostro. Como consecuencia, el 5 de marzo fue sancionado con nueve meses sin poder dirigir al equipo, además de la prohibición de acceder a los vestuarios, el terreno de juego, el túnel y todos los pasillos que conducen a estas zonas.

## Estadísticas como entrenador
| Equipo                     | Div.                | Temporada           | Liga  | Liga | Liga | Liga | Liga |       | Copa | Copa | Copa | Copa  |    | Internacional | Internacional | Internacional | Internacional | Internacional |   | Otros | Otros | Otros | Otros |     | Totales     | Totales | Totales | Totales | Totales | Totales | Totales | Totales |
| Equipo                     | Div.                | Temporada           | Part. | G    | E    | P    | Pos. | Part. | G    | E    | P    | Part. | G  | E             | P             | Pos.          | Part.         | G             | E | P     | Part. | G     | E     | P   | Rendimiento | GF      | GC      | Dif.    |         |         |         |         |
| -------------------------- | ------------------- | ------------------- | ----- | ---- | ---- | ---- | ---- | ----- | ---- | ---- | ---- | ----- | -- | ------------- | ------------- | ------------- | ------------- | ------------- | - | ----- | ----- | ----- | ----- | --- | ----------- | ------- | ------- | ------- | ------- | ------- | ------- | ------- |
| SU 1º de Dezembro Portugal | 4.ª                 | 2007-08             | 32    | 12   | 11   | 9    | 9.º  | 2     | 1    | 0    | 1    | -     | -  | -             | -             | -             | -             | -             | - | -     | 34    | 13    | 11    | 10  | 49.02%      | 39      | 32      | +7      |         |         |         |         |
| SU 1º de Dezembro Portugal | Total               | Total               | 32    | 12   | 11   | 9    | -    | 2     | 1    | 0    | 1    | -     | -  | -             | -             | -             | -             | -             | - | -     | 34    | 13    | 11    | 10  | 49.02%      | 39      | 32      | +7      |         |         |         |         |
| Odivelas Portugal          | 3.ª                 | 2008-09             | 32    | 9    | 10   | 13   | 5.º  | 3     | 2    | 0    | 1    | -     | -  | -             | -             | -             | -             | -             | - | -     | 35    | 11    | 10    | 14  | 40.95%      | 44      | 46      | -2      |         |         |         |         |
| Odivelas Portugal          | Total               | Total               | 32    | 9    | 10   | 13   | -    | 3     | 2    | 0    | 1    | -     | -  | -             | -             | -             | -             | -             | - | -     | 35    | 11    | 10    | 14  | 40.95%      | 44      | 46      | -2      |         |         |         |         |
| Pinhalnovense Portugal     | 2.ª                 | 2009-10             | 30    | 13   | 7    | 10   | 7.º  | 6     | 3    | 2    | 1    | -     | -  | -             | -             | -             | -             | -             | - | -     | 36    | 16    | 9     | 11  | 52.77%      | 46      | 36      | +10     |         |         |         |         |
| Pinhalnovense Portugal     | 2.ª                 | 2010-11             | 30    | 13   | 11   | 6    | 4.º  | 6     | 4    | 1    | 1    | -     | -  | -             | -             | -             | -             | -             | - | -     | 36    | 17    | 12    | 7   | 58.33%      | 52      | 32      | +20     |         |         |         |         |
| Pinhalnovense Portugal     | Total               | Total               | 60    | 26   | 18   | 16   | -    | 12    | 7    | 3    | 2    | -     | -  | -             | -             | -             | -             | -             | - | -     | 72    | 33    | 21    | 18  | 55.55%      | 98      | 68      | +30     |         |         |         |         |
| Aves Portugal              | 2.ª                 | 2011-12             | 30    | 12   | 14   | 4    | 3.º  | 8     | 4    | 2    | 2    | -     | -  | -             | -             | -             | -             | -             | - | -     | 38    | 16    | 16    | 6   | 56.15%      | 49      | 29      | +20     |         |         |         |         |
| Aves Portugal              | Total               | Total               | 30    | 12   | 14   | 4    | -    | 8     | 4    | 2    | 2    | -     | -  | -             | -             | -             | -             | -             | - | -     | 38    | 16    | 16    | 6   | 56.15%      | 49      | 29      | +20     |         |         |         |         |
| Paços de Ferreira Portugal | 1.ª                 | 2012-13             | 30    | 14   | 12   | 4    | 3.º  | 11    | 8    | 1    | 2    | -     | -  | -             | -             | -             | -             | -             | - | -     | 41    | 22    | 13    | 6   | 64.23%      | 62      | 38      | +24     |         |         |         |         |
| Porto Portugal             | 1.ª                 | 2013-14             | 21    | 13   | 4    | 4    | Inc. | 7     | 6    | 1    | 0    | 8     | 1  | 4             | 3             | Inc.          | 1             | 1             | 0 | 0     | 37    | 21    | 9     | 7   | 64.87%      | 69      | 31      | +38     |         |         |         |         |
| Porto Portugal             | Total               | Total               | 21    | 13   | 4    | 4    | -    | 7     | 6    | 1    | 0    | 8     | 1  | 4             | 3             | -             | 1             | 1             | 0 | 0     | 37    | 21    | 9     | 7   | 64.87%      | 69      | 31      | +38     |         |         |         |         |
| Paços de Ferreira Portugal | 1.ª                 | 2014-15             | 34    | 12   | 11   | 11   | 8.º  | 5     | 2    | 1    | 2    | -     | -  | -             | -             | -             | -             | -             | - | -     | 39    | 14    | 12    | 13  | 46.16%      | 58      | 53      | +5      |         |         |         |         |
| Paços de Ferreira Portugal | Total               | Total               | 64    | 26   | 23   | 15   | -    | 16    | 10   | 2    | 4    | -     | -  | -             | -             | -             | -             | -             | - | -     | 80    | 36    | 25    | 19  | 55.42%      | 120     | 91      | +29     |         |         |         |         |
| Braga Portugal             | 1.ª                 | 2015-16             | 34    | 16   | 10   | 8    | 4.º  | 11    | 7    | 3    | 1    | 12    | 6  | 2             | 4             | 1/4           | -             | -             | - | -     | 57    | 29    | 15    | 13  | 59.65%      | 90      | 58      | +32     |         |         |         |         |
| Braga Portugal             | Total               | Total               | 34    | 16   | 10   | 8    | -    | 11    | 7    | 3    | 1    | 12    | 6  | 2             | 4             | -             | -             | -             | - | -     | 57    | 29    | 15    | 13  | 59.65%      | 90      | 58      | +32     |         |         |         |         |
| Shakhtar Donetsk · Ucrania | 1.ª                 | 2016-17             | 32    | 25   | 5    | 2    | 1.º  | 4     | 4    | 0    | 0    | 12    | 10 | 0             | 2             | 1/16          | 1             | 0             | 1 | 0     | 49    | 39    | 6     | 4   | 83.67%      | 102     | 36      | +66     |         |         |         |         |
| Shakhtar Donetsk · Ucrania | 1.ª                 | 2017-18             | 32    | 24   | 3    | 5    | 1.º  | 4     | 4    | 0    | 0    | 8     | 5  | 0             | 3             | 1/8           | 1             | 1             | 0 | 0     | 45    | 34    | 3     | 8   | 77.78%      | 99      | 39      | +60     |         |         |         |         |
| Shakhtar Donetsk · Ucrania | 1.ª                 | 2018-19             | 32    | 26   | 5    | 1    | 1.º  | 4     | 3    | 1    | 0    | 8     | 1  | 4             | 3             | 1/16          | 1             | 0             | 0 | 1     | 45    | 30    | 10    | 5   | 74.08%      | 94      | 37      | +57     |         |         |         |         |
| Shakhtar Donetsk · Ucrania | Total               | Total               | 96    | 75   | 13   | 8    | -    | 12    | 11   | 1    | 0    | 28    | 16 | 4             | 8             | -             | 3             | 1             | 1 | 1     | 139   | 103   | 19    | 17  | 78.66%      | 295     | 112     | +183    |         |         |         |         |
| AS Roma · Italia           | 1.ª                 | 2019-20             | 38    | 21   | 7    | 10   | 5.º  | 2     | 1    | 0    | 1    | 9     | 3  | 4             | 2             | 1/8           | -             | -             | - | -     | 49    | 25    | 11    | 13  | 58.5%       | 94      | 63      | +31     |         |         |         |         |
| AS Roma · Italia           | 1.ª                 | 2020-21             | 38    | 18   | 8    | 12   | 7.º  | 1     | 0    | 0    | 1    | 14    | 10 | 2             | 2             | 1/2           | -             | -             | - | -     | 53    | 28    | 10    | 15  | 59.12%      | 99      | 78      | +21     |         |         |         |         |
| AS Roma · Italia           | Total               | Total               | 76    | 39   | 15   | 22   | -    | 3     | 1    | 0    | 2    | 23    | 13 | 6             | 4             | -             | -             | -             | - | -     | 102   | 53    | 21    | 28  | 58.82%      | 193     | 141     | +52     |         |         |         |         |
| Lille OSC Francia          | 1.ª                 | 2022-23             | 38    | 19   | 10   | 9    | 5.º  | 3     | 2    | 1    | 0    | -     | -  | -             | -             | -             | -             | -             | - | -     | 41    | 21    | 11    | 9   | 60.16%      | 71      | 46      | +25     |         |         |         |         |
| Lille OSC Francia          | 1.ª                 | 2023-24             | 34    | 16   | 11   | 7    | 4.º  | 3     | 2    | 0    | 1    | 12    | 7  | 4             | 1             | 1/4           | -             | -             | - | -     | 49    | 25    | 15    | 9   | 61.22%      | 86      | 44      | +42     |         |         |         |         |
| Lille OSC Francia          | Total               | Total               | 72    | 35   | 21   | 16   | -    | 6     | 4    | 1    | 1    | 12    | 7  | 4             | 1             | -             | -             | -             | - | -     | 90    | 46    | 26    | 18  | 60.74%      | 157     | 90      | +67     |         |         |         |         |
| AC Milan · Italia          | 1.ª                 | 2024-25             | 17    | 7    | 6    | 4    | Inc. | 1     | 1    | 0    | 0    | 6     | 4  | 0             | 2             | Inc.          | -             | -             | - | -     | 24    | 12    | 6     | 6   | 58.33%      | 44      | 27      | +17     |         |         |         |         |
| AC Milan · Italia          | Total               | Total               | 17    | 7    | 6    | 4    | -    | 1     | 1    | 0    | 0    | 6     | 4  | 0             | 2             | -             | -             | -             | - | -     | 24    | 12    | 6     | 6   | 58.33%      | 44      | 27      | +17     |         |         |         |         |
| Olympique de Lyon Francia  | 1.ª                 | 2024-25             | 15    | 9    | 0    | 6    | 6.º  | -     | -    | -    | -    | 4     | 2  | 1             | 1             | 1/4           | -             | -             | - | -     | 19    | 11    | 1     | 7   | 59.64%      | 48      | 31      | +17     |         |         |         |         |
| Olympique de Lyon Francia  | 1.ª                 | 2025-26             | 1     | 1    | 0    | 0    | -    | 0     | 0    | 0    | 0    | 0     | 0  | 0             | 0             | -             | -             | -             | - | -     | 1     | 1     | 0     | 0   | 100%        | 1       | 0       | +1      |         |         |         |         |
| Olympique de Lyon Francia  | Total               | Total               | 16    | 10   | 0    | 6    | -    | 0     | 0    | 0    | 0    | 4     | 2  | 1             | 1             | -             | -             | -             | - | -     | 20    | 12    | 1     | 7   | 61.67%      | 49      | 31      | +18     |         |         |         |         |
| Total en su carrera        | Total en su carrera | Total en su carrera | 550   | 280  | 145  | 125  | -    | 81    | 54   | 13   | 14   | 93    | 49 | 21            | 23            | -             | 4             | 2             | 1 | 1     | 728   | 385   | 180   | 163 | 61.12%      | 1247    | 756     | +481    |         |         |         |         |
| 1. 2. 3.                   |                     |                     |       |      |      |      |      |       |      |      |      |       |    |               |               |               |               |               |   |       |       |       |       |     |             |         |         |         |         |         |         |         |

### Resumen por competiciones
| Competición                        | Partidos | Ganados | Empatados | Perdidos | %      | Resultado        |
| ---------------------------------- | -------- | ------- | --------- | -------- | ------ | ---------------- |
| Tercera División de Portugal       | 32       | 12      | 11        | 9        | 48.96% | 9.º lugar        |
| II Divisão                         | 92       | 35      | 28        | 29       | 48.18% | 5.º lugar        |
| Segunda Liga                       | 30       | 12      | 14        | 4        | 55.56% | 3.er lugar       |
| Primeira Liga                      | 119      | 55      | 37        | 27       | 56.58% | 3.er lugar       |
| Copa de Portugal                   | 42       | 28      | 7         | 7        | 72.23% | Campeón          |
| Copa de la Liga de Portugal        | 17       | 9       | 4         | 4        | 61.54% | Semifinales      |
| Supercopa de Portugal              | 1        | 1       | 0         | 0        | 100%   | Campeón          |
| Liga Premier de Ucrania            | 96       | 75      | 13        | 8        | 82.64% | Campeón          |
| Copa de Ucrania                    | 12       | 11      | 1         | 0        | 94.45% | Campeón          |
| Supercopa de Ucrania               | 3        | 1       | 1         | 1        | 44.44% | Campeón          |
| Serie A                            | 93       | 46      | 21        | 26       | 56.99% | 5.º lugar        |
| Copa Italia                        | 4        | 2       | 0         | 2        | 50%    | Cuartos de final |
| Ligue 1                            | 88       | 45      | 21        | 22       | 59.09% | 4.º lugar        |
| Copa de Francia                    | 6        | 4       | 1         | 1        | 72.23% | Octavos de final |
| Liga de Campeones de la UEFA       | 28       | 12      | 5         | 11       | 48.81% | Octavos de final |
| Liga Europea de la UEFA            | 53       | 30      | 12        | 11       | 64.15% | Semifinales      |
| Liga Europa Conferencia de la UEFA | 12       | 7       | 4         | 1        | 69.44% | Cuartos de final |
| TOTAL                              | 728      | 385     | 180       | 163      | 61.12% | 9 Títulos        |

## Palmarés

### Como entrenador
| Título                  | Equipo          | País     | Año  |
| ----------------------- | --------------- | -------- | ---- |
| Supercopa de Portugal   | FC Porto        | Portugal | 2013 |
| Copa de Portugal        | Sporting Braga  | Portugal | 2016 |
| Liga Premier de Ucrania | Shajtar Donetsk | Ucrania  | 2017 |
| Copa de Ucrania         | Shajtar Donetsk | Ucrania  | 2017 |
| Supercopa de Ucrania    | Shajtar Donetsk | Ucrania  | 2017 |
| Liga Premier de Ucrania | Shajtar Donetsk | Ucrania  | 2018 |
| Copa de Ucrania         | Shajtar Donetsk | Ucrania  | 2018 |
| Liga Premier de Ucrania | Shajtar Donetsk | Ucrania  | 2019 |
| Copa de Ucrania         | Shajtar Donetsk | Ucrania  | 2019 |